# Holdorf (Mecklenburg)
Holdorf ist eine Gemeinde im Landkreis Nordwestmecklenburg in Mecklenburg-Vorpommern (Deutschland). Die Gemeinde wird vom Amt Rehna mit Sitz in der gleichnamigen Stadt verwaltet.

## Geografie
Die Gemeinde Holdorf liegt am Flüsschen Radegast zwischen den Kleinstädten Gadebusch und Rehna. Das Gemeindegebiet Holdorfs hat im Westen einen Anteil am Biosphärenreservat Schaalsee und befindet sich zum Teil auf der Nordsee-Ostsee-Wasserscheide. Während die Radegast über die Trave in die Ostsee fließt, entwässern die Bäche und Gräben südwestlich von Holdorf über die Schaale zur Elbe und damit zur Nordsee.
Zu Holdorf gehören die Ortsteile 
- Meetzen,
- Neu Benzin und
- Steinmannshagen.

1994 untersuchten Bodendenkmalpfleger in der Nähe Holdorfs Brandgräber aus der Eisenzeit.

## Geschichte
Am 1. Januar 1951 wurde die bisher eigenständige Gemeinde Klein Hundorf eingegliedert.
Von 1995 bis 2009 befand sich eines der bedeutendsten Feuerwehrmuseen Deutschlands, das seit 2001 als Landesfeuerwehrmuseum Mecklenburg-Vorpommern geführt wurde, im Ortsteil Meetzen. Gezeigt wurden zuletzt über 16.000 Exponate, davon über 150 Fahrzeuge und Anhänger. 2009 zog das Museum in die seither nicht mehr für kulturelle Veranstaltungen genutzte Halle am Fernsehturm in Schwerin. In Meetzen verblieben der technische Bereich mit den Werkstätten für die Restaurierung und ein Museum mit etwa 1000 m² Ausstellungsfläche.

## Politik

### Gemeindevertretung
Die Wahl vom 25. Mai 2014 hatte folgende Ergebnisse:
- Wählergemeinschaft Holdorf / Meetzen: 6 Sitze

### Bürgermeister
Als Bürgermeister wurde am 25. Mai 2014 Peter Praeger gewählt.

### Wappen, Flagge, Dienstsiegel
Die Gemeinde verfügt über kein amtlich genehmigtes Hoheitszeichen, weder Wappen noch Flagge. Als Dienstsiegel wird das kleine Landessiegel mit dem Wappenbild des Landesteils Mecklenburg geführt. Es zeigt einen hersehenden Stierkopf mit abgerissenem Halsfell und Krone und der Umschrift „GEMEINDE HOLDORF • LANDKREIS NORDWESTMECKLENBURG“.

## Sehenswürdigkeiten
Im Schloss Holdorf ist der (Wasser)-Zweckverband Radegast untergebracht. Sehenswert sind auch die Fachwerkkirche von 1751 und das Herrenhaus im Ortsteil Meetzen. Es handelt sich um einen zweigeschossigen Backsteinbau.

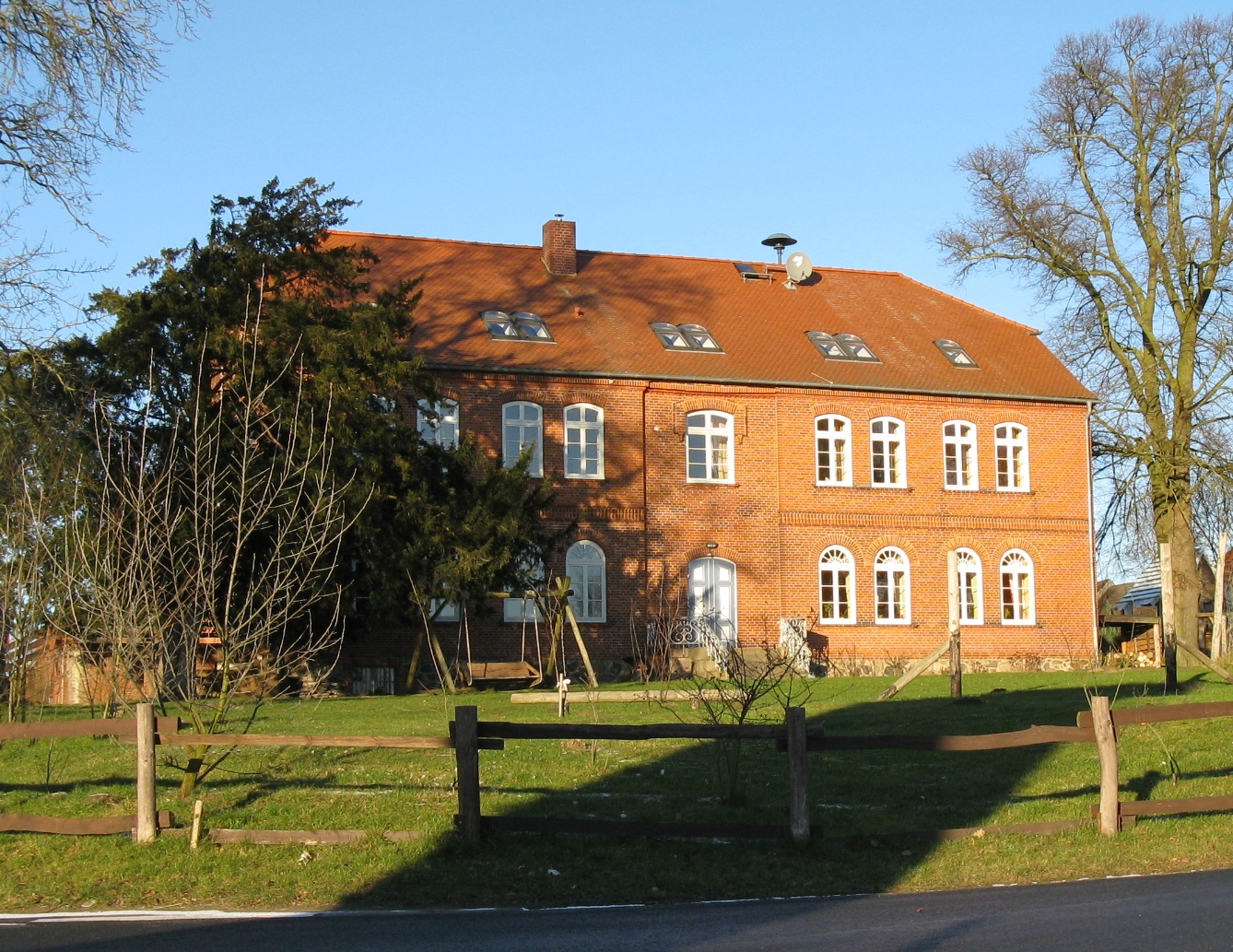
Herrenhaus in Meetzen
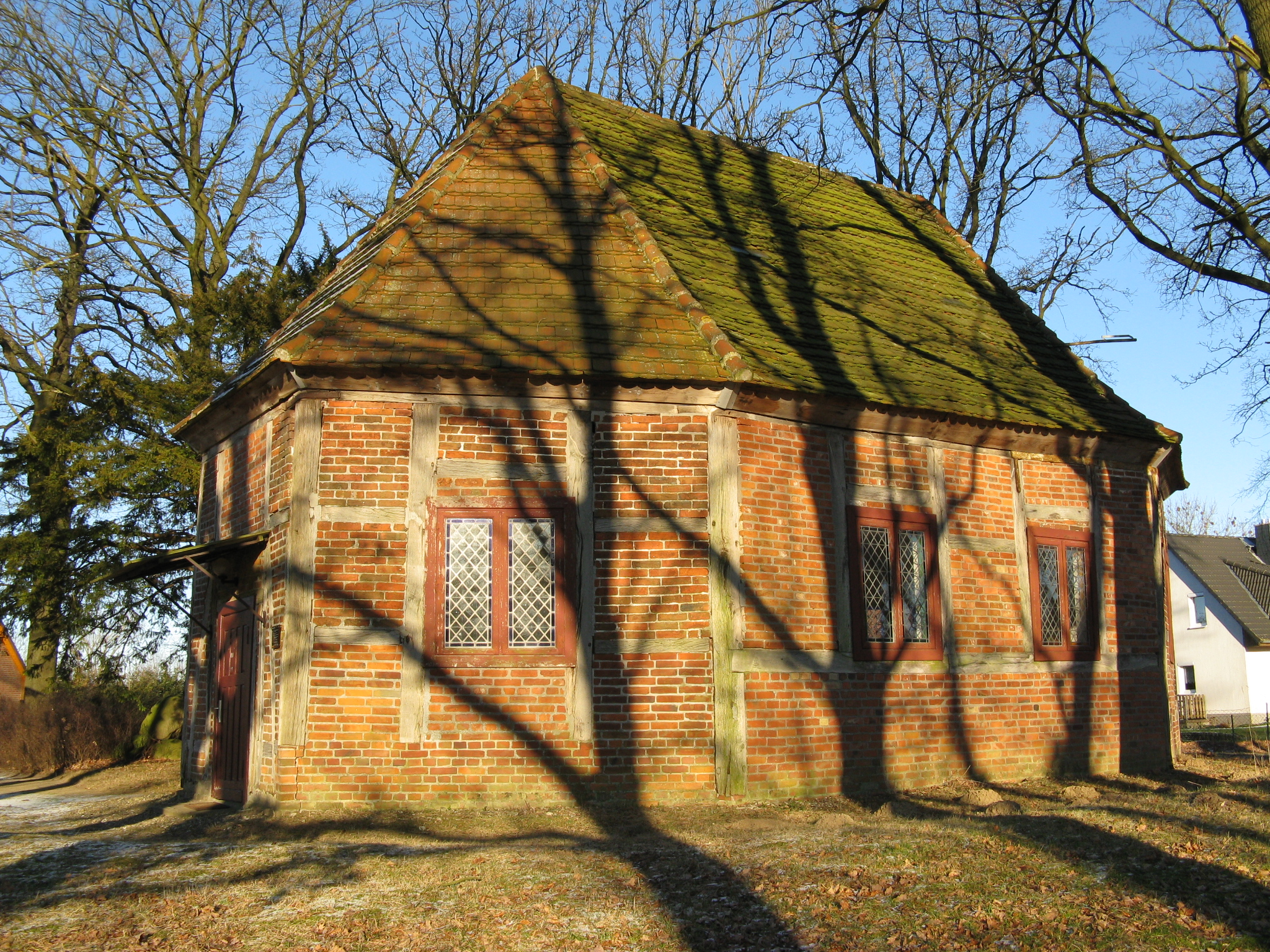
Fachwerkkirche in Meetzen
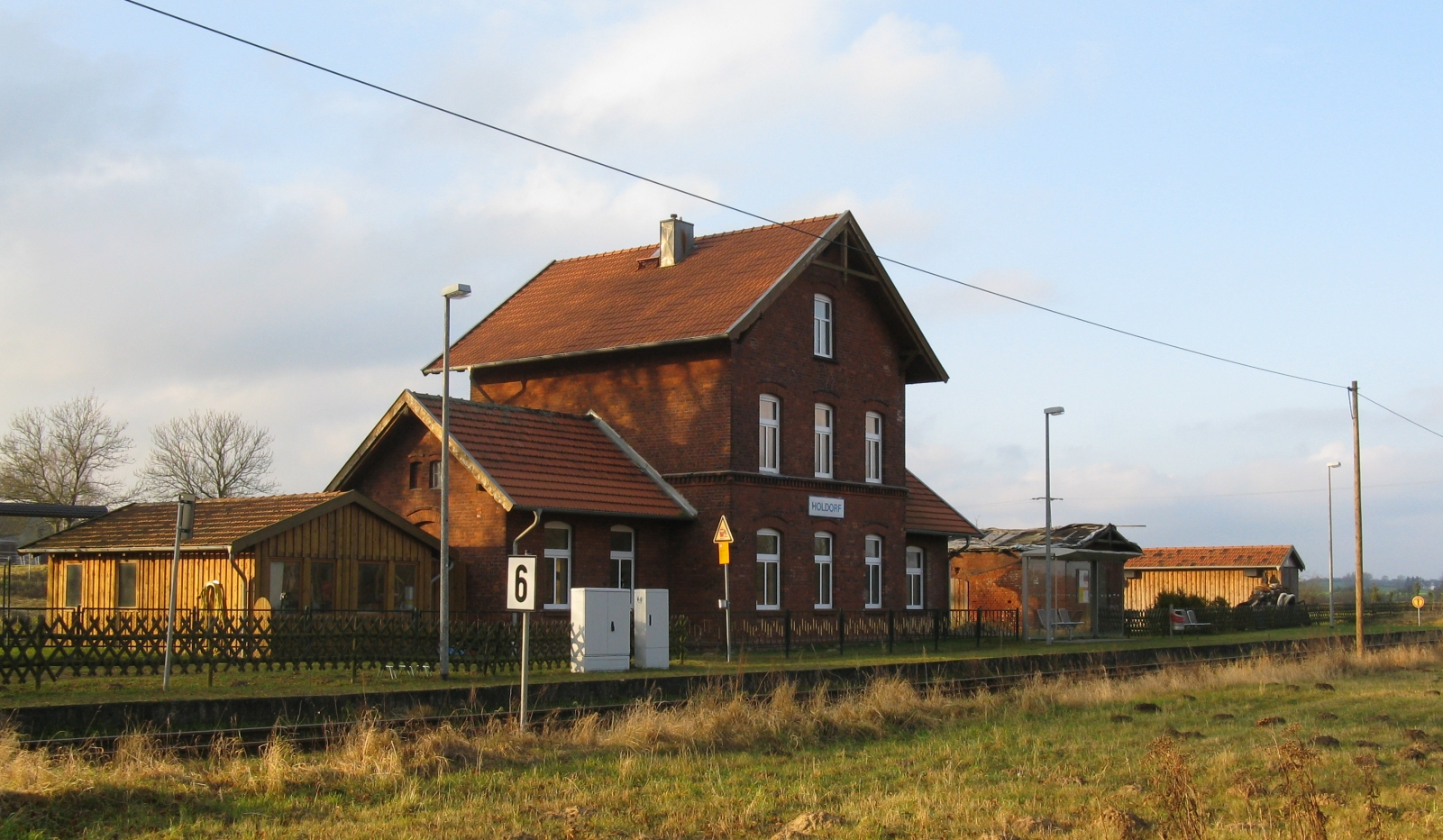
Bahnhaltepunkt in Holdorf

## Verkehrsanbindung
Holdorf liegt an der Bundesstraße 104, die von Lübeck nach Schwerin führt und an der Bahnstrecke Schwerin–Rehna.